# Embassy Islands
Die Embassy Islands (englisch für Botschaftsinseln) sind zwei kleine Inseln in der nördlichen Marguerite Bay vor der Fallières-Küste des Grahamlands auf der Antarktischen Halbinsel. Sie sind die westlichsten der Dion-Inseln und liegen 11 km südlich der Adelaide-Insel.
Entdeckt wurden die Dion-Inseln bei der Fünften Französischen Antarktisexpedition (1908–1910) unter der Leitung des Polarforschers Jean-Baptiste Charcot. Der Falkland Islands Dependencies Survey nahm 1949 eine Vermessung des hier beschriebenen Objekts vor. In der irrtümlichen Annahme, es handele sich um eine einzige Insel, benannte der FIDS sie als Embassy Rock in Anlehnung an ihre geografische Lage zur Insel Emperor Island. Im Jahr 1963 entdeckte ein hydrographisches Forschungsteam der Royal Navy, dass es sich um zwei Inseln handelt. Die Benennung wurde dahingehend angepasst.